# Ron Staniforth
Ronald Staniforth, noto come Ron Staniforth (Manchester, 13 aprile 1924 – Barrow-in-Furness, 5 ottobre 1988), è stato un calciatore inglese, di ruolo difensore.

## Carriera
Prese parte ai Mondiali del 1954 con la Nazionale inglese.

## Statistiche

### Cronologia presenze e reti in nazionale
| Cronologia completa delle presenze e delle reti in nazionale ― Inghilterra | Cronologia completa delle presenze e delle reti in nazionale ― Inghilterra | Cronologia completa delle presenze e delle reti in nazionale ― Inghilterra | Cronologia completa delle presenze e delle reti in nazionale ― Inghilterra | Cronologia completa delle presenze e delle reti in nazionale ― Inghilterra | Cronologia completa delle presenze e delle reti in nazionale ― Inghilterra | Cronologia completa delle presenze e delle reti in nazionale ― Inghilterra | Cronologia completa delle presenze e delle reti in nazionale ― Inghilterra |
| Data                                                                       | Città                                                                      | In casa                                                                    | Risultato                                                                  | Ospiti                                                                     | Competizione                                                               | Reti                                                                       | Note                                                                       |
| -------------------------------------------------------------------------- | -------------------------------------------------------------------------- | -------------------------------------------------------------------------- | -------------------------------------------------------------------------- | -------------------------------------------------------------------------- | -------------------------------------------------------------------------- | -------------------------------------------------------------------------- | -------------------------------------------------------------------------- |
| 3-4-1954                                                                   | Glasgow                                                                    | Scozia                                                                     | 2 – 4                                                                      | Inghilterra                                                                | Qual. Mondiali 1954                                                        | -                                                                          |                                                                            |
| 16-5-1954                                                                  | Belgrado                                                                   | Jugoslavia                                                                 | 1 – 0                                                                      | Inghilterra                                                                | Amichevole                                                                 | -                                                                          |                                                                            |
| 23-5-1954                                                                  | Budapest                                                                   | Ungheria                                                                   | 7 – 1                                                                      | Inghilterra                                                                | Amichevole                                                                 | -                                                                          |                                                                            |
| 17-6-1954                                                                  | Basilea                                                                    | Inghilterra                                                                | 4 – 4                                                                      | Belgio                                                                     | Mondiali 1954 - 1º turno                                                   | -                                                                          |                                                                            |
| 20-6-1954                                                                  | Berna                                                                      | Inghilterra                                                                | 2 – 0                                                                      | Svizzera                                                                   | Mondiali 1954 - 1º turno                                                   | -                                                                          |                                                                            |
| 26-6-1954                                                                  | Basilea                                                                    | Uruguay                                                                    | 4 – 2                                                                      | Uruguay                                                                    | Mondiali 1954 - Quarti di finale                                           | -                                                                          |                                                                            |
| 10-11-1954                                                                 | Londra                                                                     | Inghilterra                                                                | 3 – 2                                                                      | Galles                                                                     | Torneo Interbritannico 1954                                                | -                                                                          |                                                                            |
| 1-12-1954                                                                  | Londra                                                                     | Inghilterra                                                                | 3 – 1                                                                      | Germania Ovest                                                             | Amichevole                                                                 | -                                                                          |                                                                            |
| Totale                                                                     |                                                                            | Presenze                                                                   | 8                                                                          |                                                                            | Reti                                                                       | 0                                                                          |                                                                            |

## Palmarès

### Giocatore

#### Competizioni nazionali
- Second Division: 2

Sheffield Wednesday: 1955-1956, 1958-1959